# Paavo Matsin
Paavo Matsin (ur. 4 kwietnia 1970 w Tallinnie) – estoński pisarz. 

## Życiorys
Pracował jako nauczyciel szkolny i akademicki, zajmował się także krytyką literacką. Należał do grupy literackiej 14NÜ, w 2004 roku został członkiem Związku Pisarzy Estońskich. Swoje pierwsze, awangardowe utwory wydawał samodzielnie, w niskim nakładzie. Jako pierwszy wprowadził nowe lub zapomniane tematy do literatury estońskiej, takie jak alchemia, mistycyzm i jego parodia. Jego pierwsza książka, która pojawiła się w tradycyjnym obiegu, powieść Doktor Schwarz. Alkeemia 12 võtit (2011), została w 2012 roku nominowana do państwowej nagrody kultury. Tego samego roku Matsin otrzymał nagrodę Siugjas Sulepea. Jego trzecia powieść Gogolowe disco została w 2016 roku wyróżniona Europejską Nagrodą Literacką.
Mieszka w Tartu.

## Powieści
- Doktor Schwarz. Alkeemia 12 võtit, 2011
- Sinine kaardivägi, 2013
- Gogoli disko, 2016, wyd. pol.: Gogolowe disco. Anna Michalczuk-Podlecki (tłum.). Marpress, 2022. ISBN 978-83-7528-239-9. Brak numerów stron w książce
- Must päike, 2017
- Kongo Tango, 2019
- Lenini valss, 2022[4]